# Pijanist
 Ovo je glavno značenje pojma Pijanist. Za povijesnu dramu Romana Polańskog pogledajte Pijanist (2002.).
Pijanist i pijanistica su glazbenici koji glazbu izvode na glasoviru. Klasičnim karijernim pijanistom se u pravilu postaje završavanjem osnovnog i srednjeg glazbenog obrazovanja te specijalizacijom na muzičkoj akademiji. Tek rijetki pijanisti karijeru provedu kao solisti, i tek poneki od njih postignu svjetsku slavu: često to budu izraziti virtuozi s posebno razvijenim osjećajem za glazbu. 
Osim izvođenja glazbe na nastupima, bilo kao solisti ili s orkestrima, pijanisti se bave snimanjem glazbenih djela, istraživanjem glazbe i podučavanjem. Vještinu sviranja održavaju svakodnevnim višesatnim vježbanjem.
Mnogi skladatelji i skladateljice ozbiljne, ali i pop, rock i jazz glazbe, također su znani kao vrsni pijanisti i pijanistice.

## Poznati pijanisti
- Charles-Valentin Alkan
- Claudio Arrau
- Daniel Barenboim
- Ludwig van Beethoven
- Arturo Benedetti Michelangeli
- Johannes Brahms
- Alfred Brendel
- Ferruccio Busoni
- Fryderyk Chopin
- Claude Debussy
- Ranko Filjak
- Emil Gileljs
- Friedrich Gulda
- Vladimir Horowitz
- Johann Nepomuk Hummel
- Wilhelm Kempff
- Jevgenij Kissin
- Vladimir Krpan
- Božidar Kunc
- Franz Liszt
- Darko Lukić
- Ivo Maček
- Felix Mendelssohn Bartholdy
- Karol Mikuli
- Wolfgang Amadeus Mozart
- Maksim Mrvica
- Jurica Murai
- Genrih Nejgauz
- Ignacy Jan Paderewski
- Ivo Pogorelić
- Lovro Pogorelić
- Maurizio Pollini
- Stjepan Radić
- Sergej Rahmanjinov
- Svjatoslav Richter
- Anton Rubinstein
- Arthur Rubinstein
- Jean-Marc Savelli
- Robert Schumann
- Rudolf Serkin
- Aleksandr Skrjabin
- Svetislav Stančić
- Bruno Vlahek
- Alexis Weissenberg
- Carl Maria von Weber
- Krystian Zimerman
- Glenn Gould
- Yundi Li
- Emil Gilels

## Poznate pijanistice
- Martha Argerich
- Zvjezdana Bašić
- Fanny Davies
- Mia Elezović
- Martina Filjak
- Ida Gamulin
- Vera Gornostaeva
- Pavica Gvozdić
- Clotilde Kleeberg
- Katarina Krpan
- Melita Lorković
- Anna Mehlig
- Tatjana Nikolaevna
- Anna Nikolajevna Jesipova
- Clara Schumann
- Harriet Serr
- Dubravka Tomšič Srebotnjak
- Mitsuko Uchida
- Isabelle Vengerova
- Ivana Marija Vidović
- Alicia de Larrocha

## Poznati jazz pijanisti i pijanistice
- Duke Ellington
- Nina Simone